# Trafic sexuel en Europe
Le trafic sexuel est le recrutement de personnes par la coercition, la fraude ou la violence pour les livrer à l'exploitation sexuelle, qui est un esclavage sexuel et une forme d'esclavage contemporain ; il est souvent corrélé au crime organisé.
En Europe, la vente de jeunes femmes à des fins d'esclavage sexuel fait partie des activités criminelles en plein essor. La traite des êtres humains prend une tournure inquiétante dans les pays balkaniques d'Europe du Sud depuis la chute du Bloc communiste. Pendant la seule année 1997, jusqu'à 175 000 jeunes femmes issues d'anciens pays du bloc de l'Est, d'Europe de l'Est et d'Europe centrale sont vendues comme des marchandises pour l'industrie du sexe dans des pays développés d'Europe et du continent américain. Les difficultés économiques et les espoirs de prospérité ont rendu de nombreuses personnes très vulnérables aux dangers de la traite des êtres humains, soit à l'intérieur de leur pays, soit à destination d'autres pays en Europe et dans le monde. Les Nations unies annoncent que, chaque année, 4 millions de personnes sont vendues, contre leur gré, pour tomber dans une forme de servitude,.
La lutte contre la traite des femmes repose surtout sur le durcissement de la législation et des peines ainsi que sur le renforcement de la coopération policière internationale. De vastes campagnes médiatiques visent à sensibiliser le public, les décideurs politiques et les victimes potentielles. Dans plusieurs pays où la législation contre la traite des personnes est encore naissante, ces campagnes d'information sont essentielles pour prévenir la traite,,.

## Définitions
Selon le Protocole additionnel à la Convention des Nations Unies contre la criminalité transnationale organisée visant à prévenir, réprimer et punir la traite des personnes, en particulier des femmes et des enfants, la traite des personnes « désigne le recrutement, le transport, le transfert, l’hébergement ou l’accueil de personnes, par la menace de recours ou le recours à la force ou à d’autres formes de contrainte, par enlèvement, fraude, tromperie, abus d’autorité ou d’une situation de vulnérabilité, ou par l’offre ou l’acceptation de paiements ou d’avantages pour obtenir le consentement d’une personne ayant autorité sur une autre aux fins d’exploitation. L’exploitation comprend, au minimum, l’exploitation de la prostitution d’autrui ou d’autres formes d’exploitation sexuelle, le travail ou les services forcés, l’esclavage ou les pratiques analogues à l’esclavage, la servitude ou le prélèvement d’organes ».

## Contexte historique
À partir de l'affaire de la traite des Blanches dans les années 1880, l'opinion publique devient plus sensible au trafic sexuel tant en Europe qu'aux États-Unis. À cette période, en Europe, des gouvernements participaient à des réseaux d'esclavage sexuel depuis plus d'un siècle. Plusieurs traités internationaux sont adoptés en 1904, 1910 et 1925 pour interdire le commerce de femmes.
Dans les années 1990, les problèmes du commerce du sexe et du tourisme sexuel prennent de l'ampleur et mobilisent l'attention publique à l'international quand des associations lancent des campagnes à ce sujet. Une entreprise appelée Big Apple Oriental Tours se spécialise dans les voyages touristiques à des fins sexuelles pour les hommes qui souhaitent se rendre aux Philippines, en République dominicaine, en Thaïlande, en Inde et au Sri Lanka — entre autres destinations — pour s'y adonner à des activités sexuelles avec des personnes prostituées, puis qui communiquent leurs expériences auprès d'autres clients. Au Japon, des sociétés commencent à proposer des excursions de tourisme sexuel à Taïwan en guise de gratification aux directeurs. Après la chute de l'Union Soviétique, la demande d'esclaves sexuels connaît une explosion. Celle-ci se nourrit de l'austérité économique. Pour la première fois depuis la traite des Blanches au XIXe siècle, un nombre important de femmes caucasiennes sont achetées et vendues à des fins d'exploitation sexuelle. Les bordels en Israël tirent  profit de cette demande, ce qui est relevé par The New York Times et Dateline NBC.
En l'an 2000, l'Organisation des Nations unies adopte la Convention des Nations unies contre la criminalité transnationale organisée, dite Convention de Palerme. Quelque 80 nations signent et ratifient ce traité. Depuis l'adoption de la Convention de Palerme, de nombreux scandales sexuels ont émergé concernant les casques bleus et les agences de défense. Dans un cas, au Liberia, des membres de l'administration onusienne sont éclaboussés par une fraude consistant à utiliser l'aide alimentaire comme moyen de forcer des femmes et des jeunes filles à se prostituer auprès des troupes et d'entrepreneurs locaux. Un nouveau scandale éclate en 2002, quand un employé de DynCorp témoigne devant le Congrès que ses collègues stationnés en Bosnie ont acheté des jeunes filles pour tenir leur maison et pour leur servir d'esclaves sexuelles. Le trafic sexuel demeure depuis en plein essor.

## Aperçu par pays

### Origines
D'après le Rapport sur le trafic des personnes émis par le Département d'État des États-Unis en 2018 ou 2019.
| Pays               | Pays d'origine / de transit / de destination | Catégorie |
| ------------------ | -------------------------------------------- | --------- |
| Albanie            | origine, transit, destination                | 2         |
| Bosnie-Herzégovine | source, transit, destination                 | 2 WL      |
| Bulgarie           | origine, transit, destination                | 2         |
| Croatie            | origine, transit, destination                | 2         |
| Kosovo             | origine, destination                         | 2         |
| Macédoine du Nord  | origine, transit, destination                | 2         |
| Moldavie           | origine                                      | 2         |
| Monténégro         | origine, transit, destination                | 2 WL      |
| Roumanie           | origine, transit, destination                | 2         |
| Serbie             | origine, transit, destination                | 2         |

En 2022, la guerre en Ukraine et les déplacements massifs de femmes et d'enfants qui s'ensuivent font de ces personnes des proies potentielles idéales pour les trafiquants, qui les guettent au passage des frontières.
Catégories
- Catégorie 1 : pays dont les gouvernements respectent entièrement les critères minimaux du Trafficking Victims Protection Act (TVPA)
- Catégorie 2 : pays dont les gouvernements ne remplissent pas entièrement les critères minimaux du TVPA, mais qui mènent des efforts importants pour s'y conformer
- Catégorie 2 à surveiller (tier 2 watchlist) : pays dont les gouvernements ne respectent pas entièrement les critères minimaux du TVPA, mais qui mènent des efforts important pour s'y conformer et a/ dont le nombre absolu des victimes d'une forme grave de trafic est très élevé ou connaît une forte croissance ; b/ où il n'existe guère d'indices probants d'efforts intenses pour lutter contre les formes graves de traite l'année précédente ou c/ le choix de rattacher le pays à cette catégorie se fonde sur les engagements à venir concernant les efforts pour faire reculer la traite.
- Catégorie 3 : pays dont les gouvernements ne respectent pas entièrement les critères minimaux du TVPA et ne prennent pas de mesures fortes pour lutter contre cette criminalité.

### Destinations
L'Allemagne est devenue « une plaque tournante de l'exploitation sexuelle des jeunes femmes venues d'Europe de l'Est, et le théâtre d'autres activités des réseaux du crime organisé issus de divers pays ».

## Poids économique
La traite des êtres humains est, après le trafic de drogue, l'activité criminelle la plus lucrative dans le monde. Ce « marché » — celui des jeunes femmes réduites en esclavage sexuel — présente une offre et une demande abondantes. Les risques sont réduits car, dans les pays où la loi pénalise la traite, les criminels parviennent souvent à se soustraire aux poursuites et aux condamnations. Les trafiquants s'adonnent à ce commerce en raison de ses retombées économiques. L'Organisation internationale du travail, dans son rapport de 2005 A Global Alliance Against Forced Labor, estime que chaque année, à l'échelle mondiale, la traite des êtres humains rapporte environ 31,6 milliards de dollars aux trafiquants. Ce chiffre représente une moyenne de 13 000 dollars récoltés chaque année, ou 1 100 dollars par mois, pour chaque victime de trafic. La moitié de ces bénéfices est recueillie dans les pays industrialisés.

## Causes
La majorité des victimes de traite des êtres humains en Europe sont de jeunes femmes adultes et, le plus souvent, leur asservissement vise leur exploitation sexuelle. Toutefois, le trafic à des fins de travail forcé représente un tiers de l'ensemble de la traite ; les victimes sont affectées aux travaux dans l'agriculture, le bâtiment, l'industrie de la pêche, la production industrielle et l'industrie textile. D'autres sont réduits à la servitude domestique. Le trafic d'enfants en Europe livre les victimes à l'exploitation sexuelle, au mariage forcé et à la mendicité forcée.

### Chute de l'Union soviétique
L'effondrement de l'Union soviétique est considérée comme l'un des principaux facteurs qui sous-tendent la hausse récente de la traite des êtres humains. La dissolution a favorisé l'expansion en fournissant d'une part un réservoir humain et d'autre part des opportunités régionales. Après la phase de renversement, les victimes de la traite, qui sont principalement des femmes, se sont multipliées à des fins plus diverses ; ce phénomène s'est appuyé sur le développement du crime organisé et de corruption ainsi que sur le déclin des bordels. Les frontières poreuses ainsi que la forte proximité avec l'Europe occidentale ont favorisé le transport des victimes à l'échelle régionale et internationale.

### Pauvreté
Les femmes et les filles sont particulièrement exposées à la traite lorsqu'elles vivent dans la pauvreté. Comme les personnes démunies ont souvent des choix restreints pour assurer leur survie, nombre d'entre elles se tournent vers des moyens extrêmes pour subvenir aux besoins de leurs familles. Les enfants sont eux aussi exposés au trafic si leur famille subit de grandes difficultés socio-économiques. Les filles risquent davantage d'être vendues et asservies parce que, dans de nombreuses cultures, les parents privilégient les garçons, qui sont vus comme plus précieux. Les filles ne sont pas scolarisées et elles sont envoyées travailler hors du domicile. La traite des êtres humains perpétue le cycle de travail forcé et renforce la pauvreté mondiale. Les pays où prévalent de faibles revenus sont souvent le lieu d'origine des jeunes filles, qui sont achetées dans des pays plus prospères. Il existe de nombreux pays d'origine et de destination dans le trafic sexuel. Les principaux pourvoyeurs du trafic sont la Russie et l'Ukraine. Les principales destinations des victimes, hors d'Europe, sont le Moyen-Orient, le Japon, la Thaïlande et l'Amérique du Nord.

### Guerre et militarisation
Autre facteur concourant à la recrudescence du trafic de femmes : la militarisation et la guerre dans la région des Balkans. La présence de nombreux hommes étrangers dans les Balkans à l'issue des guerres de Yougoslavie a favorisé le trafic de milliers de femmes et de jeunes filles à des fins d'exploitation sexuelle. Le rapport entre la présence de militaires et le travail du sexe est un phénomène bien connu et la présence des soldats a concouru à la hausse pour la demande de bordels dans cette région.

## Embrigadement des victimes
La vente de jeunes femmes en situation de précarité économique et sociale est une activité criminelle en pleine expansion à l'échelle mondiale.
Poussées par la misère, des jeunes femmes doivent souvent quitter leur domicile pour trouver une embauche dans les villes. Les jeunes filles voyageant seules représentent des proies faciles pour les trafiquants. Souvent, les jeunes femmes qui s'efforcent de trouver un travail honnête sont dupées par des intermédiaires qui leur promettent un emploi. Une fois qu'elles sont parvenues à destination, leurs papiers leur sont confisqués et elles sont contraintes de subir l'esclavage sexuel et la prostitution. Les jeunes femmes qui pénètrent illégalement dans un autre pays risquent elles aussi de tomber dans l'exploitation, tout comme celles qui séjournent plus longtemps que leur visa ne les y autorisent. Dans la servitude pour dettes, l'une des méthodes courantes chez les trafiquants consiste à annoncer à la victime qu'elle leur doit de l'argent pour son transport et ses frais de séjour et qu'elle ne sera libérée qu'après remboursement de la dette,,,.
Les groupes criminels dans les Balkans et dans l'ancienne Union soviétique ont prospéré en adoptant des méthodes flexibles ainsi que des trajets variés qui correspondent aux évolutions du marché mondial. Les trafiquants, par leurs expériences professionnelles et leur fort degré d'instruction, ont appris « à fabriquer des documents frauduleux, à utiliser des technologies de communication avancées et à mener avec succès leurs opérations internationales ». Leurs réseaux personnels et leurs compétences dans des technologies avancées représentent un obstacle pour nombre de gouvernement et d'organismes chargés d'appliquer les lois quand ils souhaitent mener des enquêtes et assigner en justice les trafiquants. Une autre particularité est l'instruction avancée que présentent des victimes du trafic. Même si leurs qualifications leur permettent de trouver un emploi dans leurs pays d'origine, les victimes préfèrent chercher des postes plus rémunérateurs à l'étranger. De nombreux stratagèmes sont déployés pour embrigader ces victimes instruites, y compris de fausses agences matrimoniales ou de recrutement ainsi que d'autres organisations factices, comme des agences de mannequinat, studios de production cinématographique, propositions d'études ou de travail à l'étranger. Comme ces circuits comportent aussi des enseignes honnêtes, il est souvent difficile de distinguer les annonces frauduleuses des propositions crédibles. Ces annonces font rarement l'objet d'une vérification au moment de leur publication.

### Trafic d'enfants
Selon toute vraisemblance, le trafic d'enfants en Europe frappe les jeunes de moins de 12 ans (pour les livrer à la mendicité forcée) ou de plus de 15 ans (à des fins d'exploitation sexuelle). En général, les tabous culturels empêchent le trafic de jeunes garçons à des fins d'esclavage sexuel ; toutefois, des cas sont recensés chez des enfants roumains victimes de traite à l'étranger. Les enfants vulnérables à la traite sont ceux qui vivent avec un handicap et ceux qui appartiennent à certaines minorités ethniques, comme les Jevgjit en Albanie et les Roms dans d'autres localités de cette région. D'après une étude de Gilly McKenzie (expert de l'ONU sur la traite des êtres humains) en 2006 pour le compte de l'UNICEF, ces enfants ne sont en général pas victimes de trafic aux mains d'inconnus mais au sein de leur propre communauté, qui cherche à tirer bénéfice de leur vente vers l'étranger. Le même rapport dégage aussi cinq traits qui caractérisent les enfants risquant la traite, à savoir :
- Enfants victimes de violences familiales ;
- Enfants qui ne sont pas soutenus et protégés par une famille (c'est-à-dire qu'ils vivent dans des institutions) ;
- Enfants déscolarisés ;
- Enfants appartenant à une minorité ethnique (c'est-à-dire les Roms) ;
- Enfants qui ont déjà été victime de traite.

### Conséquences
Gilly McKenzie, expert auprès de l'ONU sur la traite des êtres humains et le crime organisé, écrit dans un rapport de 2010 : « Une fois qu'une jeune fille est contrainte à la servitude sexuelle, elle n'a pratiquement aucun moyen de s'en libérer. Les trafiquants recourent principalement à la peur. Les jeunes filles sont emprisonnées et tenues sous surveillance. Elle reçoivent des rations minimes en eau et en nourriture. Souvent, elles sont violées par leurs ravisseurs avant d'être offertes à des clients. Des méthodes habituelles pour s'assurer la soumission de ces victimes est la violence physique et verbale. Pour les empêcher de s'enfuir, les trafiquants confisquent tous leurs papiers. Ils menacent aussi les jeunes filles d'exécuter des violences et des assassinats contre leurs familles. Comme ces jeunes filles sont déplacées vers d'autres pays, elles ne parlent pas la langue locale et elles ne peuvent compter sur aucun réseau de connaissances pour les tirer du piège. Ce sont des étrangères clandestines et, par conséquent, elles redoutent d'entrer en contact avec les services publics ou avec les organismes chargés de l'application des lois »,,,.
Les victimes de trafic sexuel vivent sous de nombreuses menaces. Les répercussions sur leur santé sont les plus visibles et, parfois, les plus onéreuses à traiter. Les jeunes travailleurs du sexe, garçons ou filles, présentent un risque élevé de contamination au VIH et à d'autres infections sexuellement transmissibles. Si les victimes veulent s'en prémunir, elles n'ont guère de latitude, voire aucune, pour négocier le port d'un préservatif. Leurs clients leur transmettent des maladies puis, à leur tour, les victimes contaminent d'autres clients. Certaines enquêtes recensent des affections respiratoires chez les travailleurs du sexe, comme des allergies, des infections des sinus, des rhumes, des pneumonies et la tuberculose. La toxicomanie est très répandue chez les travailleurs du sexe, ce qui entraîne en soi des répercussions comme les overdoses, les accidents vasculaires cérébraux et la mort. D'autres dangers sanitaires touchant cette population sont les problèmes dentaires, les brûlures aux lèvres à cause de la consommation de crack, des démangeaisons et plaies au visage, de l'herpès, des saignements d'ulcères et des gonflements et des abcès aux jambes. Les femmes dans l'industrie du sexe sont aussi victimes de coups, qui entraînent des fractures, ainsi que des brûlures, des entailles, des contusions, des ecchymoses, des arrachements et, parfois, la mort. Les avortements forcés au moyen d'instruments non stérilisés peuvent aussi causer de graves effets,,.
Les victimes de trafic manifestent également des fragilités psychologiques. L'addiction aux drogues ou à l'alcool est très courante, même si certaines victimes, une fois secourues, ne souhaitent pas suivre une désintoxication. Pratiquement toutes les victimes de trafic sont atteintes de dépression, d'idées suicidaires et d'un profond sentiment de perte. Selon la Banque mondiale, le coût humain et économique représente plus de 20 milliards de dollars, en intégrant les versements de salaires bien en deçà des minimum ainsi que les frais d'embrigadement. Toutefois, le véritable coût du bilan humain est presque impossible à chiffrer.

## Prévalence
Il est pratiquement impossible de déterminer le nombre réel de personnes victimes de traite des êtres humains. Cela tient en partie à la nature clandestine de ce commerce : comme il est illégal, recueillir des preuves représente une entreprise ardue. À l'international, environ 2,45 millions de personnes sont victimes de traite entre d'après l'Organisation internationale du travail en 2005.
La collecte de données se heurte à plusieurs obstacles. Néanmoins, même si les chiffres varient, certaines caractéristiques courantes permettent de dessiner une image approximative. Les femmes composent la majeure partie des victimes de traite et la plupart sont asservies à des fins d'exploitation sexuelle. Les enfants sont aussi largement victimes de trafic. Les données sur le trafic des hommes et des garçons présentent d'importances carences et ces victimes sont probablement sous-représentées.
Même si toutes les formes de traite des êtres humains sont présentes en Europe, le trafic sexuel fait l'objet d'une attention particulière et l'exploitation des femmes sur ce continent inspire une importante couverture médiatique. Entre 2003 et 2004, 85 % des victimes ayant reçu une assistance avaient été livrées à l'exploitation sexuelle.

« La traite dans l'ancien bloc soviétique et en Europe de l'Est se distingue par la vitesse de son développement et de sa mondialisation. Il n'existait pas de réseaux de longue date concernant la traite, ni de réseaux fiables pour favoriser cette criminalité. En revanche, la situation des communautés en phase de transition a suscité les conditions parfaites pour développer le commerce d'êtres humains. À présent, des années après les ères de transition, toutes les formes de traite de personnes sont devenues endémiques dans ces régions, en raison de la pauvreté, des mesures inefficaces dans la lutte contre cette criminalité, de la collusion fréquente des hauts fonctionnaires dans ces trafics et de l'essor des associations criminelles. »

Même si les campagnes de lutte contre la traite, au cours des dernières années, ont produit quelques améliorations sur certaines formes de trafic, la collecte et le traitement des données persistent à représenter un problème dans les pays d'Europe de l'Est. La collecte de données constitue un instrument essentiel pour connaître l'état d'un pays ainsi que les tendances régionales ; l'analyse des données permet souvent de guider les mesures de lutte contre le trafic.

### Typologies des trafics
Le tableau ci-dessous recense les caractérisations du trafic tel qu'il prévaut en Europe centrale et en Europe de l'Est. Ces trois catégories, développées par l'Office des Nations unies contre la drogue et le crime et par l'universitaire Louise Shelley (en) permettent de développer des stratégies policières et juridiques de lutte contre le trafic. Comme l'Europe englobe de nombreux pays aux histoires nationales très différentes, ces trois typologies s'appliquent à ces régions. Il existe des similarités entre les trois catégories et, quand on compare ces données avec celles d'autres régions du monde, il est évident que la traite des personnes en Europe de l'Est est davantage susceptible de porter sur les femmes et d'impliquer des actes de violence ainsi que des connexions avec d'autres formes de crime organisé.
| Europe en général | ex-bloc soviétique | Balkans |
| --- | --- | --- |
| - Chef unique - Hiérarchie claire - Discipline interne - Groupe portant un nom - Identité sociale ou ethnique - Violence intrinsèque - Influence ou contrôle sur un territoire délimité | - L'association repose en premier lieu sur le trafic de femmes - Les victimes sont vues comme une ressource naturelle et facilement remplaçable - Vente aux associés proches - Les violences et atteintes aux droits humains sont intenses - Vont souvent « briser » les femmes avant de leur faire quitter leur pays d'origine | - Pratiquement tous participent au trafic de femmes - Intermédiaires au profit du crime organisé en Russie - De plus en plus intégrés à mesure qu'ils prennent le contrôle des commerces sexuels dans les pays de destination - Complicité des plus hauts fonctionnaires de justice et police dans les pays d'origine - Les bénéfices servent à financer d'autres activités illégales et à investir dans des biens et des commerces à l'étranger - Violence importante |

## Lutte contre le trafic

### Principaux acteurs
De nombreuses personnes et organisations souhaitent mettre fin à la traite des êtres humains. Parmi les plus notables figurent,, :
- Les gouvernements : chaque pays fait des efforts pour lutter contre la traite. Certains ont ratifié la convention de Palerme. D'autres ont mis en place des stratégies pour s'attaquer au trafic de personnes sur leur sol, d'autres encore ont étoffé la législation pour assigner en justice les trafiquants.
- Service de santé et services publics : une fois que les victimes des trafiquants sont secourues, elles ont besoin d'accéder à des services de base, comme un refuge, à une aide juridique, à des réseaux de transport et à des soins psychologiques.
- Les organisations non gouvernementales et les associations : elles combattent depuis longtemps les trafiquants, certaines même avant que la communauté internationale ne mesure l'ampleur du problème. Ces organismes cherchent à attirer l'attention sur la lutte contre le trafic, à améliorer les travaux de recherche et l'accès à l'information, à aider les autorités à identifier les victimes et à soutenir les victimes.
- Les médias : ils jouent un rôle essentiel pour avertir le public au sujet des réalités de la traite des êtres humains et sensibiliser le public avec des films, des photographies, des journaux, des articles de presse, etc. Les médias représentent l'une des méthodes les plus efficaces pour informer les communautés dans le monde entier sur les différents aspects du trafic de personnes.

### Rôle des organisations non gouvernementales
De nombreux facteurs brident l'efficacité des ONG dans leur lutte contre la traite : manque de fonds, actions sur plusieurs fronts, manque de soutien des gouvernements ; toutefois, les ONG jouent un rôle essentiel dans le soutien aux victimes. La plupart de ces ONG, qui se sont formées dans les années 1990, ont d'abord rencontré des difficultés pour se maintenir dans leurs activités contre les trafiquants de plus en plus gourmands. Bien que les résultats obtenus par les ONG diffèrent selon les pays, on leur reconnaît souvent le mérite d'être intervenues dans les secteurs où les gouvernements nationaux n'ont pas su réagir. Les victimes ont tendance à se fier aux ONG parce que « de nombreuses personnes victimes de traite sont effrayées ou peu confiante envers les organismes de l'État, soit parce qu'elles ont franchi illégalement les frontières du pays de destination, soit parce que leurs papiers leur ont été confisqués à leur arrivée ». Leurs réticences à se tourner vers des organismes de l'État se fondent aussi sur la peur de l'expulsion, la peur d'être obligées de témoigner ou la crainte de représailles par les trafiquants. Les ONG ont comblé une vacance et proposent leurs services aux victimes. Ces services peuvent consister en :
- assistance juridique, sociale et psychologique et en assistance pour la réintégration ;
- sensibilisation et information sur les dangers de la traite ;
- apports et recherches en termes d'information et de données ;
- défense des droits des victimes[32].

### Campagnes contre le trafic
Depuis la fin des années 1990, des campagnes médiatiques avertissent le public sur les dangers du trafic des personnes dans l'ensemble du continent européen. Ces campagnes de lutte visent à sensibiliser contre la traite des femmes en s'adressant à la fois au public en général et aux personnalités les plus susceptibles de s'y attaquer, comme les législateurs, les professions de la police et de la justice, ainsi que les hauts fonctionnaires. Les formats adoptés sont variés : affiches en extérieur ou en intérieur, tracts et prospectus, cartes postales, autocollants, sacs de course et calendriers de poche. Des campagnes ont aussi utilisé les bus, les radios et la télévision. L'Organisation internationale pour les migrations fait partie des principaux organismes européens qui s'intéressent au développement de programmes de lutte contre la traite, à la concertation avec les gouvernements pour adopter des mesures adéquates et aux recherches sur la traite des êtres humains orientée vers l'industrie du sexe,. L'OIM fait partie des groupes qui mènent des campagnes médiatiques pour juguler le trafic. Cette organisation collabore avec les gouvernements européens, la Commission européenne, l'Organisation pour la sécurité et la coopération en Europe et les Nations unies.